# La notte del demonio
La notte del demonio (Night of the demon) è un film britannico diretto nel 1957 da Jacques Tourneur. La sceneggiatura di questo film è l'elaborazione del più importante racconto di Montague Rhodes James, biblista insigne che in alcuni dei suoi più riusciti racconti rielabora, ponendoli sulla scena del mondo contemporaneo, temi della sapienza esoterica connessi con le opere del Vecchio e Nuovo Testamento e degli "apocrifi" di ognuno di questi Canoni.

## Trama
John Holden, scienziato americano, arriva in Inghilterra per partecipare a un congresso di parapsicologia e viene a sapere che il professor Harrington, un collega che doveva esporre un lavoro sulla stregoneria, è appena morto in circostanze misteriose.
I collaboratori di Harrington non escludono l'intervento di forze paranormali in questo episodio, ma Holden non crede a queste superstizioni. Seguendo gli appunti del collega, Holden si reca alla biblioteca del British Museum per effettuare delle ricerche sulla stregoneria e, nel notare che manca un libro, viene avvicinato dal dottor Karswell, che gli propone di fargli leggere la sua copia del libro mancante.
Al funerale di Harrington, Holden conosce Joanna, sua nipote, che gli consegna un diario in cui il professore annotava le sue preoccupazioni sui poteri di Karswell. Holden si reca quindi a casa di Karswell dove i due, discutendo del libro, hanno un pesante scontro verbale. Improvvisamente si scatena una tempesta, risultato di un sortilegio di Karswell, che minaccia Holden predicendogli la sua morte entro tre giorni.
Di ritorno al suo albergo, Holden trova mancanti dal suo calendario le pagine seguenti alla data della sua morte annunciata. Allo stesso modo, egli nota che dal diario di Harrington sono state strappate alcune pagine. Holden trova anche una strana pergamena con delle scritte runiche che Karswell deve avergli passato senza che lui se ne accorgesse. La pergamena vola via e va quasi a bruciarsi nel caminetto prima che lui possa riporla.
L'iniziale atteggiamento scettico comincia a sfaldarsi: Holden incontra nuovamente Joanna, che lo invita ad assistere a una seduta medianica con la madre di Karswell che, mettendosi in contatto con Harrington, annuncia che la soluzione dei problemi è nel libro di Karswell. Quella stessa notte, Holden entra nella casa di Karswell per consultare il libro. Karswell lo scopre e Holden fugge attraverso i boschi inseguito da una nuvola di fumo che lascia delle strane impronte. Recatosi alla polizia, lo scienziato espone l'accaduto con visibile imbarazzo, credendosi soltanto vittima di una suggestione.
Intanto Joanna viene rapita e, avendo saputo che Karswell è partito in treno, Holden lo insegue in auto sapendo di trovarla con lui. Alla stazione successiva i tre si ritrovano ma Karswell evita ogni contatto con lo scienziato americano, sicuro che quest'ultimo voglia passargli nuovamente la pergamena maledetta. Quando il treno si ferma, Karswell tenta di scendere ma la pergamena è già nella tasca del suo soprabito e vola via sotto le rotaie bruciandosi. Su un treno che arriva dalla direzione opposta si materializza un demone che ghermisce Karswell e il suo corpo, orrendamente dilaniato, viene trovato sotto le ruote del treno.

## Produzione
Il film si avvale di una solida sceneggiatura ad opera di Charles Bennett, che per anni aveva collaborato con Alfred Hitchcock firmando alcuni film del suo periodo inglese; significativi sono anche i contributi creativi di Ted Scaife alla fotografia e di Michael Gordon al montaggio. Lo scenografo è Ken Adam, famoso in seguito per il suo apporto ad alcuni film della serie di James Bond, mentre agli effetti speciali collabora Wally Weavers, in seguito nota per 2001: Odissea nello spazio.
Bennett aveva i diritti del racconto The Casting of the Runes e cedette il primo trattamento dal titolo The Haunted a Hal E. Chester, produttore indipendente ed ex-bambino prodigio, poco prima di emigrare negli USA. Presto si pentì di aver ceduto i diritti, perché una volta a Hollywood la RKO, che aveva già destinato il progetto a Robert Taylor e a Dick Powell, prese contatti con lui per comprarlo.
Rispetto al primo trattamento, la sceneggiatura definitiva introduce un nuovo personaggio, quello della nipote del professor Harrington. L'introduzione di un elemento femminile nella narrazione è un espediente ricorrente nei film di Jacques Tourneur che consente di contrapporre alla chiusura mentale del protagonista un punto di vista aperto e positivo.
Con questo film Tourneur torna all'horror quindici anni dopo la trilogia girata per la RKO (Il bacio della pantera, Ho camminato con uno zombie e L'uomo leopardo). In un'intervista a Bertrand Tavernier, pubblicata nel 1971, Tourneur affermò di avere una sua concezione del cinema fantastico e di non gradire l'etichetta di regista dell'orrore: «Faccio dei film sul soprannaturale perché ci credo. Credo nel potere di morti e streghe. Ne ho perfino conosciute alcune nella preparazione di "La notte del demonio"».
La realizzazione del film fu abbastanza travagliata, a causa delle divergenze fra il produttore, il regista e lo sceneggiatore. Questi ultimi due desideravano fare un film in cui la paura del demonio doveva farsi strada attraverso la potenza suggestiva delle atmosfere, mentre il produttore, abituato a pellicole di serie B, insisteva affinché il demonio apparisse chiaramente in alcune delle scene. Anche il protagonista Dana Andrews si oppose alle richieste del produttore minacciando di lasciare il set, ma in fase di montaggio venne aggiunta, all'insaputa degli autori, la scena del demonio sul treno che, come se non bastasse, fu anche riprodotta sul materiale pubblicitario del film, lasciando pochissimo spazio all'immaginazione degli spettatori.
All'uscita negli Stati Uniti, i 96 minuti di pellicola vennero ridotti a 83 per esigenze distributive: il film infatti fu destinato alle "doppie proiezioni" nei drive in. Il titolo The Night of the Demon venne cambiato in The Curse of the Demon. Con l'uscita nei paesi anglosassoni delle versioni home video (in VHS e in DVD), le scene tagliate sono state recuperate e riguardano una visita di Holden a Stonehenge che cerca di risolvere il mistero delle rune, sequenze della seduta spiritica e una conversazione tra Karswell e sua madre.